# Verrières-en-Forez
Verrières-en-Forez è un comune francese di 727 abitanti situato nel dipartimento della Loira della regione dell'Alvernia-Rodano-Alpi.

## Società

### Evoluzione demografica
Abitanti censiti